# Končistá (730 m)
Končistá (730 m) – szczyt w Rudawach Słowackich (Slovenské rudohorie). W regionalizacji słowackiej zaliczany jest do Pogórza Rewuckiego (Revucká vrchovina). Wznosi się nad miejscowością Dobszyna (Dobšiná) w grzbiecie oddzielającym dolinę rzeki Slaná od doliny Dobszyńskiego Potoku (Dobšinský potok). W grzbiecie tym, w kolejności od zachodu na wschód znajdują się szczyty: Buchvald (1293 m), Skalie (1076 m), Strieborná (880 m), Frivald (718 m) i Končistá. Jej południowe stoki, opadające do doliny Slany porasta las, stoki północne, opadające do Dobszyny i doliny Dobszyńskiego Potoku są w dużym stopniu bezleśne. Znajduje się na nich wyciąg narciarski. Długa hala ciągnie się również grzbietem łączącym szczyty Končistá i Frivald.